# سلطان الشهري
سلطان عامر الشهري لاعب كرة قدم سعودي ، يلعب في خط الوسط في نادي الخلود.

## مسيرة اللاعب
مثل سابقاً نادي الفاروق ونادي الدرع .